# Francisco I. Madero, Perote
Francisco I. Madero är en ort i Mexiko.   Den ligger i kommunen Perote och delstaten Veracruz, i den sydöstra delen av landet, 190 km öster om huvudstaden Mexico City. Francisco I. Madero ligger 2 446 meter över havet och antalet invånare är 2 237.
Terrängen runt Francisco I. Madero är platt åt nordväst, men åt sydost är den kuperad. Runt Francisco I. Madero är det ganska tätbefolkat, med 86 invånare per kvadratkilometer. Närmaste större samhälle är Perote, 4,9 km nordost om Francisco I. Madero. Omgivningarna runt Francisco I. Madero är en mosaik av jordbruksmark och naturlig växtlighet.